# استوارت بارلو
استوارت بارلو (انگلیسی: Stuart Barlow؛ زادهٔ ۱۶ ژوئیهٔ ۱۹۶۸) بازیکن فوتبال اهل بریتانیا است.
از باشگاه‌هایی که در آن بازی کرده‌است می‌توان به باشگاه فوتبال ترانمره راورز، باشگاه فوتبال اولدهام اتلتیک، باشگاه فوتبال روترهام یونایتد، باشگاه فوتبال مورکم، باشگاه فوتبال استوک‌پورت کانتی، باشگاه فوتبال بری، باشگاه فوتبال ویگان اتلتیک، باشگاه فوتبال بامبر بریج، باشگاه فوتبال ساوتپورت، باشگاه فوتبال اورتون، و باشگاه فوتبال فلیتوود اشاره کرد.